# Viile Satu Mare
Viile Satu Mare (in ungherese Szatmárhegy, in tedesco Weinberg) è un comune della Romania di 3 202 abitanti, ubicato nel distretto di Satu Mare, nella regione storica della Transilvania. 
Il comune è formato dall'unione di 5 villaggi: Cionchești, Medișa, Tătărești, Tireac, Viile Satu Mare.